# Aqschajyq Oral
Der FK Aqschajyq Oral (kasachisch: Футбол Клубы Ақжайық Орал) ist ein kasachischer Fußballverein aus der im Westen Kasachstans gelegenen Stadt Oral.

## Geschichte
1968 als Uralez Uralsk gegründet, wurde das Team 1998 in FK Naryn Uralsk umbenannt. Nach einem Jahr wurde der Verein in FK Batys Uralsk umbenannt. Den heutigen Namen trägt die Mannschaft seit 2004.
Bis 2009 spielte die Mannschaft in der zweiten kasachischen Liga, wobei das Team bis dahin sechs Spielzeiten an der kasachischen Superliga teilgenommen hatte und in der Saison 1998 mit dem vierzehnten Platz das bis jetzt beste Ergebnis erzielt hatte. In der Saison 2009 erreichte das Team den zweiten Platz in der zweiten Liga und bezwang Oqschetpes Kökschetau im Relegationsspiel. Somit stieg das Team in die Premjer-Liga auf. Die Saison 2010 beendete der FK Aqschajyq Oral auf dem elften und vorletzten Platz und stieg sofort in die Zweitklassigkeit wieder ab. Obwohl die Mannschaft nur den vierten Platz am Ende der Spielzeit 2011 belegt hatte, durfte sie dennoch aufsteigen, weil die Premjer-Liga 2012 von 12 auf 14 Mannschaften aufgestockt wurde. Nach zwei Spielzeiten in der Premjer-Liga erfolgte der Abstieg 2013. 2015 kehrte der Verein als Meister der Ersten Liga in die Premjer-Liga zurück.

## Stadion
Seine Heimspiele trägt der FK Aqschajyq Oral im Pjotr-Patojan-Stadion aus. Es bietet Platz für 8320 Zuschauer.

## Bekannte ehemalige Spieler
| Kasachstan - Maxim Asowski (2012) - Wjatscheslaw Erbes (2012) - Sergei Gridin (2016) - Nurbol Schumasqaliew (1998) - Igor Soloschenko (2011) - Anton Zirin (2012) | GUS - Artūrs Karašausks (2018) - Serhij Tkatschuk (2018) - Ihar Sjankowitsch (2012–2013) | Europa - Predrag Govedarica (2016–2017) - Milanko Rašković (2011) - Miloš Brezinský (2012) - Borut Semler (2012) | Afrika - Moses Sakyi (2010) - Habib Gock (2010–2011) - Izu Azuka (2017) - Michael Odibe (2016–2017) - Malick Mane (2018) |

## Trainer
- Andrei Tschernyschow (2010–2011)